# 萨兰河畔希利
萨兰河畔希利（法語：Chilly-sur-Salins）是法国汝拉省的一个市镇，属于隆莱索涅区（Lons-le-Saunier）萨兰勒班县（Salins-les-Bains）。该市镇总面积11.94平方公里，2009年时的人口为100人。

## 人口
萨兰河畔希利人口变化图示